# Festiwal Góry Literatury
Festiwal Góry Literatury – polski festiwal literacki organizowany od 2015 głównie w Nowej Rudzie i w gminie Radków, w powiecie kłodzkim (województwo dolnośląskie); u podnóża Gór Sowich i we Wzgórzach Włodzickich.
Organizatorem imprezy od 2021 jest Fundacja Olgi Tokarczuk oraz partnerzy: miasta i gminy Dolnego Śląska,  a gospodarzami Olga Tokarczuk oraz Karol Maliszewski. W latach 2015–2020 organizatorem było Stowarzyszenie Kulturalne „Góry Babel” z menadżerką Beatą Kłossowską-Tyszką.
W programie festiwalu znajdują się: spotkania, rozmowy, koncerty, Latający Uniwersytet Ludowy (warsztaty w tym m.in. kreatywnego pisania, filmowe, kulinarne, spacery i seminaria), wernisaże i performance, spektakle teatralne, seanse filmowe, Festiwal Tłumaczy Olgi Tokarczuk, Małe Góry Literatury (dla dzieci), akcje edukacyjne, debaty,  panele, wycieczki piesze i rowerowe, wystawy i wernisaże, jarmarki, zabawy.

Festiwal Góry Literatury powstał z inicjatywy Olgi Tokarczuk w 2015 r. Jego głównym celem były i pozostają aktywizowanie kulturalne i obywatelskie mieszkańców Ziemi Kłodzkiej i Aglomeracji Wałbrzyskiej, promocja kultury  oraz czytelnictwa, upowszechnianie i wzmacnianie postaw ekologicznych i równościowych, promocja regionu.

## Edycja I – 2015
| Edycja – rok | Data                                                                | Miejscowość | Goście                                                            | Prowadzący                      | Zdjęcia |
| ------------ | ------------------------------------------------------------------- | ----------- | ----------------------------------------------------------------- | ------------------------------- | ------- |
| I – 2015     | 9 lipca                                                             | Nowa Ruda   | Joanna Bator, Mariusz Grzebalski, Janusz Rudnicki, Olga Tokarczuk | Karol Maliszewski, Michał Nogaś |         |
|              | Zobacz multimedia związane z tematem: Festiwal Góry Literatury 2015 |             |                                                                   |                                 |         |

## Edycja II – 2016
| Edycja – rok | Data                                                                | Miejscowości                              | Goście | Prowadzący                                                                            | Zdjęcia |
| ------------ | ------------------------------------------------------------------- | ----------------------------------------- | --- | ------------------------------------------------------------------------------------- | ------- |
| II – 2016    | 14–17 lipca                                                         | Krajanów, Ludwikowice Kłodzkie, Nowa Ruda | Jiří Červenka, Jacek Dehnel, Magdalena Jethon, Zbigniew Kruszyński, Antonia Lloyd-Jones, Karol Maliszewski, Karol Modzelewski, Rainer Sachs, Piotr Tarczyński, Agnieszka Urbańska | Justyna Czechowska, Irek Grin, Karol Maliszewski, Justyna Sobolewska, Jerzy Sosnowski |         |
|              | Zobacz multimedia związane z tematem: Festiwal Góry Literatury 2016 |                                           | |                                                                                       |         |

## Edycja III – 2017
| Edycja – rok | Data                                                                | Miejscowości                                                           | Goście | Prowadzący | Zdjęcia |
| ------------ | ------------------------------------------------------------------- | ---------------------------------------------------------------------- | --- | --- | ------- |
| III – 2017   | 30 czerwca – 9 lipca                                                | Broumov, Kłodzko, Ludwikowice Kłodzkie, Nowa Ruda, Rzędzina, Wałbrzych | Edwin Bendyk, Jerzy Bralczyk, Daniel Chmielewski, Magdalena Grzebałkowska, Wioletta Grzegorzewska, Matěj Lipavský, Karol Modzelewski, Grzegorz Pawlak, Karolina Korwin Piotrowska, Renata Putzlacher, Kristina Sabaliauskaitė, Roswitha Schieb, Dariusz Suska, Dominik Szcześniak, Marek Šindelka, Mariusz Szczygieł, Olga Tokarczuk, Adam Wajrak | Wojciech Birek, Justyna Czechowska, Irek Grin, Karolina Korwin Piotrowska, Beata Kozak, Karol Maliszewski, Michał Nogaś, Justyna Sobolewska, Olga Tokarczuk' |         |
|              | Zobacz multimedia związane z tematem: Festiwal Góry Literatury 2017 |                                                                        | | |         |

## Edycja IV – 2018
| Edycja – rok | Data                                                                | Miejscowości                                                  | Goście | Prowadzący | Zdjęcia |
| ------------ | ------------------------------------------------------------------- | ------------------------------------------------------------- | --- | --- | ------- |
| IV – 2018    | 13–22 lipca                                                         | Ludwikowice Kłodzkie, Nowa Ruda, Rzędzina, Słupiec, Wałbrzych | Jerzy Bralczyk, Wojciech Chmielarz, Daniel Chmielewski, Marek Cybulski, Tomasz Dostatni, Mikołaj Grynberg, Matěj Hořava, Dorota Jarodzka-Śródka, Joanna Karpowicz, Grzegorz Kasdepke, Lucyna Kirwil, Jakub Kornhauser, Angelika Kuźniak, Magdalena Lankosz, Antonia Lloyd-Jones, Stanisław Łubieński, Karol Maliszewski, Dorota Masłowska, Zygmunt Miłoszewski, Michał Nogaś, Katarzyna Nosowska, Małgorzata Omilanowska, Łukasz Orbitowski, Andreas P. Rotab, Michał Rusinek, Justyna Sobolewska, Winfried Smaczny, Klementyna Suchanow, Jagoda Szelc, Kazimierz Śródka, Olga Tokarczuk, Robert Więckiewicz, Oksana Zabużko | Wojciech Birek, Wojciech Chmielarz, Marek Cybulski, Justyna Czechowska, Zbyszko Fingas, Marcin Gaczkowski, Irek Grin, Noemi Grin, Karolina Korwin Piotrowska, Zbigniew Kruszyński, Karol Maliszewski, Michał Nogaś, Łukasz Orbitowski, Rainer Sachs, Winfred Smaczny, Justyna Sobolewska, Kazimierz Śródka, Olga Tokarczuk, Anna Wanik, Grzegorz Zygadło (nieobecny) |         |
|              | Zobacz multimedia związane z tematem: Festiwal Góry Literatury 2018 |                                                               | | |         |

## Edycja V – 2019
| Edycja – rok | Data                                                                | Miejscowości                                                         | Goście | Prowadzący | Zdjęcia |
| ------------ | ------------------------------------------------------------------- | -------------------------------------------------------------------- | --- | --- | ------- |
| V – 2019     | 13–20 lipca                                                         | Ludwikowice Kłodzkie, Nowa Ruda, Rzędzina, Sarny, Sokolec, Wałbrzych | Agnieszka Bekalarczyk, Edwin Bendyk, Jacek Bierut, Peter Blažek, Marek Cybulski, Olga Czernikow, Jacek Dehnel, Radka Denemarková, Tomasz Dostatni, Kinga Dunin-Horkawicz, Marcin Gaczkowski, Grzegorz Gauden, Marcin Giżycki, Urszula Glensk, Anna Grużlewska, Petra Hůlová, Andrzej Jagodziński, Izabella Kaluta, Anna Kamińska, Łukasz Kamiński, Jakub Kornhauser, Marek Krajewski, Borys Lankosz, Magdalena Lankosz, Andrzej Łagoda, Beata Maciejewska, Zbigniew Maćków, Magdalena Małecka-Wippich, Tania Malarczuk, Milica Markić, Paweł Mościcki, Wojciech Orliński, Pablopavo, Ioana Pârvulescu, Agneta Pleijel, Marcin Podolec, Katarzyna Puzyńska, Rafał Różewicz, Michał Rusinek, Anna Seniuk, Agnieszka Smoczyńska, Paweł Sołtys, Dorota Sumińska, Jagoda Szelc, Agnieszka Taborska, Olga Tokarczuk, Jana Unuk, Anna Wanik, Wiesław Waszkiewicz, Robert Więckiewicz, Łukasz Wojciechowski, Agata Wróbel, Urszula Zajączkowska, Maciej Zaremba-Bielawski | Wojciech Birek, Justyna Czechowska, Grzegorz Gauden, Urszula Glensk, Irek Grin, Joanna Kornaś-Warwas, Jakub Kornhauser, Magdalena Małecka-Wippich, Karolina Korwin-Piotrowska, Zbigniew Maćków, Karol Maliszewski, Michał Nogaś, Renata Putzlacher-Buchtová, Magdalena Rabizo-Birek, Justyna Sobolewska, Kazimiera Szczuka, Olga Tokarczuk, Anna Wanik, Grzegorz Zygadło |         |
|              | Zobacz multimedia związane z tematem: Festiwal Góry Literatury 2019 |                                                                      | | |         |

## Edycja VI – 2020
| Edycja – rok | Data                                                                | Miejscowości                                                                             | Goście | Prowadzący | Zdjęcia |
| ------------ | ------------------------------------------------------------------- | ---------------------------------------------------------------------------------------- | --- | --- | ------- |
| VI – 2020    | 11–18 lipca                                                         | Dzikowiec, Guzowata, Ludwikowice Kłodzkie, Nowa Ruda, Radków, Rzędzina, Sarny, Wałbrzych | Joanna Aleksandrowicz, Magdalena Barbaruk, Edwin Bendyk, Wojciech Bonowicz, Barbara Caillot, Olga Chajdas, Elżbieta Cherezińska, Adrianna Chlebicka, Tomasz Dostatni, Marcin Drąg, Marta Dymek, Andrzej Elżanowski, Piotr Jakub Fereński, Julia Fiedorczuk, Mikołaj Grynberg, Maciej Hen, Grażyna Hryncewicz-Lamber, Jaga Hupało, Lech Janerka, Aleksandra Karkowska, Joanna Karpowicz, Beata Patrycja Klary, Katarzyna Kłosińska, Jakub Kornhauser, Urszula Kropiwiec, Joanna Lamparska, Elżbieta Lipińska, Mikołaj Łoziński, Karol Maliszewski, Jarosław Mikołajewski, Zygmunt Miłoszewski, Marcin Mokry, Maciej Musiałowski, Piotr Ososko, Adrian Panek, Agata Pankiewicz, Ewelina Pankowska, Natasza Parzymies, Joanna Pawłowska, Maria Peszek, Krystyna Piotrowska, Marcin Przybyłko, Stanisław Obirek, Michał Rusinek, Anda Rottenberg, Anna Różycka, Klementyna Suchanow, Krzysztof Tomasik, Ilona Witkowska, Agnieszka Wolny-Hamkało, Magdalena Wosik | Wojciech Birek, Justyna Czechowska, Kinga Dunin, Piotr Jakub Fereński, Zbyszko Fingas, Grzegorz Gauden, Urszula Glensk, Irek Grin, Zbigniew Kruszyński, Karol Maliszewski, Paweł Mościcki, Michał Nogaś, Magdalena Piekarska, Karolina Korwin Piotrowska, Monika Płatek, Magdalena Rabizo-Birek, Kazimiera Szczuka, Jagoda Szelc, Matylda Zatorska, Ewa Ziembińska |         |
|              | Zobacz multimedia związane z tematem: Festiwal Góry Literatury 2020 |                                                                                          | | |         |

## Edycja VII – 2021
| Edycja – rok | Data                                                                | Miejscowości                                                        | Goście | Prowadzący | Zdjęcia |
| ------------ | ------------------------------------------------------------------- | ------------------------------------------------------------------- | --- | --- | ------- |
| VII – 2021   | 16–24 lipca                                                         | Nowa Ruda, Radków, Rzędzina, Sarny, Sokołowsko, Świdnica, Wałbrzych | Swiatłana Aleksijewicz, Monika Babula, Jan Baron, Edwin Bendyk, Sylwia Bielawska, Wojciech Birek, Mateusz Boczar, Marta Bogdańska, Joanna Concejo, Andrej Chadanowicz, Sylwia Chutnik, Marek Cybulski, Justyna Czechowska, Tadeusz Dąbrowski, Jacek Dehnel, Agnieszka Dobrzyń, Tomasz Dostatni, Marcin Drąg, Krzysztof Fedorowicz, Julia Fiedorczuk, Radek Gawlik, Joanna Gellner, Georgi Gospodinow, Agnieszka Graff, Ireneusz Grin, Agnieszka Holland, Jaga Hupało, Karolina Jaklewicz, Anita Jarzyna, Katarzyna Kasia, Tomasz Kiliński, Karolina Korwin Piotrowska, Beata Kozak, Zenon Kruczyński, Karolina Kuszyk, Jarosław Kuźniar, Joanna Lamparska, Małgorzata Lebda, Adam Leszczyński, Ewa Lipska, Anna Litwinek, Stanisław Łazarewicz, Beata Maciejewska, Karol Maliszewski, Miłka Malzahn, Katja Meier, Joanna Mueller, Nasta Niakrasawa, Andrzej Niewiadomski, Klara Nowakowska, Agnieszką Orłowska, Lisa Palmes, Lothar Quinkenstein, Michał Rauszer, Radek Rak, Joanna Roszak, Anda Rottenberg, Jakub Sajkowski, Roswitha Schieb, Filip Springer, Andrzej Stasiuk, Joanna Strojek, Małgorzata Szejnert, Jagoda Szelc, Monika Sznajderman, Maryna Szoda, Mirka Szychowiak, Krzysztof Środa, Magdalena Środa, Agnieszka Taborska, Piotr Tarczyński, Tatiana Tokarczuk, Marcin Wawrzyńczak, Jacek Wasik, Zmicer Waynowski, Radosław Wiśniewski, Ilona Witkowska, Urszula Zajączkowska | Zbigniew Babiak, Magdalena Barbaruk, Agnieszka Bekalarczyk, Agnieszka Bormann, Justyna Czechowska, Piotr Jakub Fereński, Julia Fiedorczuk, Urszula Glensk, Ireneusz Grin, Jana Karpienko (tł.), Magdalena Kicińska, Karolina Korwin Piotrowska, Zbigniew Kruszyński, Karolina Kuszyk, Joanna Lamparska, Karol Maliszewski, Olga Mannheimer, Miłka Malzahn, Waldemar Mazur, Michał Nogaś, Magdalena Piekarska, Piotr Psyllos, Magdalena Pytlak, Magdalena Rabizo-Birek, Marek Radziwon, Hanna Schudy, Filip Springer, Jagoda Szelc, Piotr Śliwiński, Magdalena Środa, Michał Traczyk, Ewa Winnicka, Ludwika Włodek |         |
|              | Zobacz multimedia związane z tematem: Festiwal Góry Literatury 2021 |                                                                     | | |         |

## Edycja VIII – 2022
| Edycja – rok | Data                                                                | Miejscowości                                                                              | Goście | Prowadzący | Zdjęcia |
| ------------ | ------------------------------------------------------------------- | ----------------------------------------------------------------------------------------- | --- | --- | ------- |
| VIII – 2022  | 13–20 lipca                                                         | Ludwikowice Kłodzkie, Kamionki, Nowa Ruda, Radków, Sarny, Sokołowsko, Świdnica, Wałbrzych | Anna Adamowicz, Wiktoria Amelina, Anne Applebaum, Jean Asselborn, Kateryna Babkina, Waldemar Bawołek, Anna Bikont, Maciej Bobula, Adam Bodnar, Wojciech Bonowicz, Piotr Bosacki, Mathias Coppens, Jacek Dukaj, Reinhold Neven DuMonte, Tomarian Dragnus, Julia Fiedorczuk, Richard Flanagan, Lili Fuchsberg, Marcin Giżycki, Agnieszka Graff, Sylwia Gregorczyk-Abram, Manuela Gretkowska, Zofia Hanna, Michał Heller, Agnieszka Holland, Zbigniew Hołdys, Karolina Jaklewicz, Ewa Jarocka, Roman Kalski, Elżbieta Korolczuk, Karolina Korwin-Piotrowska, Karolina Kuszlewicz, Małgorzata Lebda, Gerard Lebik, Monika Libicka, Tania Malarczuk, Karol Maliszewski, Jakub Małecki, Katja Meier, Krzysztof Meissner, Katarzyna Mojbroda, Marcin Mokry, Lech Moliński, Paweł Mościcki, Piotra Ososko, Karolina Pasternak, Natalia Przybysz, Marieke Lucas Rijneveld, Michał Rusinek, Barbara Sadurska, Joanna Sarnecka, Piotr Siemion, Dominika Słowik, Hannibal Smoke, Jerzy Sosnowski, Agnieszka Szpila, Natalka Śniadanko, Agnieszka Taborska, Magdalena Tarnowska, Olga Tokarczuk, Mirosław Tryczyk, Marek Turek, Donald Tusk, Frank Westerman, Adam Wiedemann, Ilona Witkowska, Agnieszka Wolny-Hamkało, Katarzyna Zabłocka, Oksana Zabużko, Urszula Zajączkowska, Izabela Zygmunt, Jakub Żulczyk | Magdalena Barbaruk, Edwin Bendyk, Patrycja Bochenek, Wojciech Bonowicz, Krzysztof Bramorski, Bogusław Deptuła, Kinga Dunin, Marcin Giżycki, Urszula Glensk, Paweł Goźliński, Agnieszka Graff, Irek Grin, Łukasz Huculak, Katarzyna Janusik, Katarzyna Kasia, Jerzy Koch, Jakub Kornhauser, Elżbieta Korolczuk, Zbigniew Kruszyński, Jacek Leociak, Karol Maliszewski, Miłka Malzahn, Olga Mannheimer, Jurek Marek, Waldek Mazur, Magdalena Mielnicka, Michał Nogaś, Jan Pelczar, Magdalena Rabizo-Birek, Maciej Robert, Barbara Sadurska, Hanna Schudy, Jerzy Sosnowski, Jagoda Szelc, Magdalena Środa, Agnieszka Taborska, Olga Wróbel, Urszula Zajączkowska, Jacek Żakowski |         |
|              | Zobacz multimedia związane z tematem: Festiwal Góry Literatury 2022 |                                                                                           | | |         |

## Edycja IX – 2023
| Edycja – rok | Data                                                                | Miejscowości | Goście | Prowadzący | Zdjęcia |
| ------------ | ------------------------------------------------------------------- | --- | --- | --- | ------- |
| IX – 2023    | 7–16 lipca                                                          | Dzikowiec, Kłodzko, Krobielowice, Ludwikowice Kłodzkie, Nowa Ruda, Radków, Sokołowsko, Ścinawka Górna, Świdnica, Wałbrzych | Marek Abramowicz, Maria Apoleika, Katarzyna Barlińska, Joanna Bator, Aleksandra Bieluk, Jerzy Bieluk, Michał Bilewicz, Mateusz Błaszczyk, Adam Bodnar, Katarzyna Bonda, Wojciech Brzoska, Carlos Castañon, Sylwia Chutnik, Paweł Chyc, Katarzyna Czarnota, Wanda Czełkowska, Dobrawa Czocher, Adam Darski (Me and That Man), Agnieszka Dauksza, Anna Dąbrowska, Jacek Dehnel, Ewa Domańska, Maria Ejchart-Dubois, i Ewa Ewart, Daniel Fedorczyk, Julia Fiedorczuk, Zbyszek Fingas, Marta Frej, Konstanty Gebert, Mateusz Górniak, Olga Górska, Sylwia Gregorczyk-Abram, Irek Grin, Tomasz Gromadka, Hanka Grupińska, Mikołaj Grynberg, Michał Heller, Maciej Hen, Jaga Hupało, Marie Iljašenko, Inga Iwasiów, Arkadiusz Jakubik (Dr Misio), Piotr Janicki, Karolina Kapusta, Jana Karpienko, Katarzyna Kasia, Paulina Kieszkowska-Knapik, Iza Klementowska, Emilia Konwerska, Damian Kowal, Michał Krawczyk, Ryszard Krynicki, Joanna Kuciel-Frydryszak, Karolina Kuszlewicz, Joanna Lamparska, Karolina Lewestam, Marta Łabęcka, Hanna Machińska, Karol Maliszewski, Ewa Mańkowska, Weronika Marczak, Katja Meier, Krzysztof Meissner, Weronika Murek, Yael Neeman, Michał Nogaś, Katarzyna Nosowska, Artur Nowak, Stanisław Obirek, Wojciech Orliński, Jolanta Palma, Edward Pasewicz,, Kamil Pasiecznik, Jan Peszek, Maria Peszek, Klaudia Pieszczoch, Paulina Pidzik, John Porter (Me and That Man), Renata Przemyk, Jakub Pszoniak, Robert Rient, Julek Rosiński, Anda Rottenberg, Michał Rusinek, Barbara Sadurska, Michał Safianik, Adam P. Salina, Tomasz Samojlik, Jerzy Skolimowski, Andrzej Sosnowski & Chain Smokers, Jerzy Sosnowski, Filip Springer, Andrzej Stasiuk, Kazik Staszewski, Maciej Stuhr, Dionisios Sturis, Katarzyna Szaulińska, Mariusz Szczygieł, Alina Szeptycka, Monika Sznajderman, Agnieszka Szpila, Magdalena Środa, Agnieszka Taborska, Piotr Tarczyński, Wojciech Tochman, Grzegorz Tokarczuk, Olgi Tokarczuk, Tatiana Tokarczuk, Marian Turski, Wojciech Waglewski (Voo Voo), Adam Wajrak, Michał Wawrykiewicz, Przemysław Wielgosz, Robert Więckiewicz, Ewa Winnicka, Halszka Witkowska, Ilona Witkowska, Jan Woleński, Ewa Woydyłło, Andrzej Woźniak, Krzysztof Varga, Urszula Zajączkowska, Katarzyna Kolenda-Zaleska, Filip Zawada, Aleksandra Zawadzka-Glinka, Marcin Zegadło | Magdalena Adamus, Marcin Baniak, Magdalena Barbaruk, Edwin Bendyk, Adam Bodnar, Zofia Bałdyga, Katarzyna Czajka-Kominiarczuk, Kinga Dunin, Piotr Jakub Fereński, Julia Fiedorczuk, Janusz Gilewicz, Urszula Glensk, Paweł Goźliński, Irek Grin, Karolina Jaklewicz, Dorota Jarodzka-Śródka, Jana Karpienko, Robert Karpowicz, Katarzyna Kasia, Eliza Kącka, Emilia Konwerska, Karolina Korwin-Piotrowska, Zbigniew Kruszyński, Sylwia Krzemianowska, Karolina Kuszlewicz, Karol Maliszewski, Miłka Malzahn, Jerzy Marek, Waldek Mazur, Łukasz Mikołajewski, Michał Nogaś, Małgorzata Omilanowska-Kiljańczyk, Barbara Pietruszczak, Łukasz Pilip, Magdalena Rabizo-Birek, Robert Rient, Maciej Robert, Michał Rzecznik, Barbara Sadurska, Tomasz Samojlik, Amelia Sarnowska, Kinga Dagmara Siadlak, Barbara Siatkowska, Filip Springer, Joanna Maria Stolarek, Sundog, Karolina Śmiałek, Magdalena Środa, Kazimierz Śródka, Joanna Talewicz, Ewa Winnicka, Radosław Wiśniewski, Ilona Witkowska, Olga Wróbel, Urszula Zajączkowska |         |
|              | Zobacz multimedia związane z tematem: Festiwal Góry Literatury 2023 | | | |         |

## Edycja X – 2024
|  | Zobacz multimedia związane z tematem: Festiwal Góry Literatury 2024 |

|  | Zobacz wiadomość w serwisie Wikinews pt. Fotorelacja |

## Edycja XI – 2025
| Edycja – rok | Data                                                                | Miejscowości | Goście | Prowadzący | Zdjęcia |
| ------------ | ------------------------------------------------------------------- | --- | --- | --- | ------- |
| XI – 2025    | 4–12 lipca                                                          | Dzierżoniów, Dzikowiec, Gajów, Jedlina-Zdrój, Kłodzko, Ludwikowice Kłodzkie, Nowa Ruda, Opolnica Radków, Sokołowsko, Ścinawka Górna, Świdnica, Wałbrzych, Żmigród | Götz Aly, Artur Andrus, Anne Applebaum, Bogdan de Barbaro, Magdalena Barbaruk, Katarzyna Bąkowicz, Edwin Bendyk, Michał Bilewicz, Adam Bodnar, Grzegorz Bogdał, Jan Baron, Joanna Bator, Dorin Blau, Rafael Blau, Katarzyna Błażejewska-Stuhr, Piotr Butkiewicz, Piotr Chmielewski, Sylwia Chutnik, Lars Danielsson, Mikołaj Dorożała, Pola Dwurnik, Magdalena Dziewguć, Krzysztof Fedorowicz, Michał Figura, Zohar Fresco, Tadeusz Gadacz, Jakub Gałęziowski, Urszula Glensk, Aleksandra Gliszczyńska-Grabias, Georgi Gospodinow, Katarzyna Grochola, Nicolas Grospierre, Mikołaj Grynberg, Magdalena Grzebałkowska, Malwina Hajduk, Zbigniew Hołdys, Petra Hůlová, Anna Hupało-Sikorska, Jaga Hupało, Bogusław Janiszewski, Anna Janko, Edka Jarząb, Daria Jendrzejewska, Roksana Jędrzejewska-Wróbel, Karimski Orchestra,Grzegorz Kasdepke, Katarzyna Kasia, Wojtek Kielar, Leszek Kolankiewicz, Marek Kondrat, Adrian Korlacki, Weronika Kostyrko, Ryszard Koziołek, Katarzyna Kozyra-Zyskowska, Gosia Krawczyk, Wiktor Krokosz, Joanna Kuciel-Frydryszak, Katarzyna Kubisiowska, Jolanta Kwaśniewska, Maria Kwiecień, Adam Leszczyński, Helena Lindskog, Renata Lis, Filip Łobodziński, Łona, Joanna Majczyk, Wojciech Mann, Ewa Mańkowska, Robert Małecki, Grzegorz Markowski, Adam Michnik, Elżbieta Mirga-Wójtowicz, Lech Moliński, Leszek Możdżer, Monika Muskała, Kacper Nowak-Gocławski, Daniel Olbrychski, Maja Ostaszewska, Jerzy Owsiak, Mateusz Pakuła, Pidżama Porno, Kacper Potępski, Agata Puwalska, Maciej Robert, Bianka Rolando, Agata Romaniuk, Anda Rottenberg, Kinga Rudaś, Iza Rutkowska, Sefa Sagir, Ewa Satalecka, Andrzej Seweryn, Katarzyna Sobocka, Kaśka Sochacka, Dariusz Sośnicki, Maciej Stuhr, Dorota Sumińska, Joanna Suppan, Katarzyna Szaulińska, Marcin Szczygielski, Ola Szmida, Agnieszka Szpila, Mirka Szychowiak, Jan Škrob, Radosław Ślusarczyk, Magdalena Środa, Agnieszka Taborska, Monika Tadra, Wojciech Tochman, Olga Tokarczuk, Agnieszka Tomaszewicz, Antonina Tosiek, Joanna Tokarska-Bakir, Kateřina Tučková, Wojciech Waglewski, Adam Wajrak, Robert Więckiewicz, Ewa Winnicka, Halszka Witkowska, Antonia Wolff, Ewa Woydyłło, Łukasz Woźniak, Jerzy Wypych, Oksana Zabużko, Urszula Zajączkowska, Aga Zano, Krzysztof Zalewski, Zespół Reprezentacyjny, Katarzyna Zyskowska | Zofia Bałdyga, Edwin Bendyk, Lena Bielska, Monika Bisek-Grąz, Zofia Bałdyga, Igor Borkowski, Katarzyna Byłów, Sylwia Chutnik, Justyna Dąbrowska, Urszula Glensk, Karolina Golimowska, Tomasz Grabiński, Sylwia Gregorczyk-Abram, Ireneusz Grin, Katarzyna Jackowska-Enemuo, Józef Jackowski, Kasia Janusik, Paulina Jóźwin, Jana Karpienko, Eliza Kącka, Magdalena Knedler, Małgorzata Kolankowska, Emilia Konwerska, Katarzyna Kolenda-Zaleska, Krum Krumov, Zbigniew Kruszyński, Karolina Kuszlewicz, Krzysztof Łapiński, Aleksandra Majak, Cecylia Malik, Karol Maliszewski, Miłka Malzahn, Olga Mannheimer, Waldek Mazur, Jan Mencwel, Michał Nogaś, Dorota Oczak-Stach, Dominika Olejnik, Małgorzata Omilanowska, Emilia Padoł, Patrick Radden Keefe, Agata Romaniuk, Anda Rottenberg, Amelia Sarnowska, Grażyna Smalej, Tomasz Stawiszyński, Stolovelasy, Katarzyna Stoparczyk, Dorota Sumińska, Mateusz Szemraj, Ola Szmida, Radosław Ślusarczyk, Piotr Voelkel, Wojciech Tochman, Grzegorz Tokarczuk, Walery Topojew, Antonina Tosiek, Anna Wanik, Olga Wróbel, Dorota Wysocka-Schnepf, Urszula Zajączkowska |         |
|              | Zobacz multimedia związane z tematem: Festiwal Góry Literatury 2025 | | | |         |

## Warsztaty literackie
W ramach Festiwalu Góry Literatury od 2016 odbywają się warsztaty literackie, od 2022 kreatywnego pisania, prowadzone przez: Zbigniewa Kruszyńskiego, Karola Maliszewskiego, Olgę Tokarczuk do 2020, Miłkę Malzahn od 2021. Miejscem warsztatów jest Miejska Biblioteka Publiczna w Nowej Rudzie.
| Edycja | Data             | Uczestnicy | Tytuł warsztatów / Publikacja                                                          | Okładka / Zdjęcie z promocji |
| ------ | ---------------- | --- | -------------------------------------------------------------------------------------- | ---------------------------- |
| I      | 14–16 lipca 2016 | Maciek Bielawski, Maciej Bobula, Alicja Mielcarek, Marta Mitek, Justyna Nawrocka, Krzysztof Schodowski                                | Pisanie Nowej Rudy, ISBN 978-83-947098-5-3, Nowa Ruda 2017                             |                              |
| II     | 6–7 lipca 2017   | Olena Cikuj, Nina Igielska, Marcin Królikowski, Maria Leończuk, Jarosław Machowski, Magdalena Niziołek-Kierecka                       | Droga–Granica–Chleb, ISBN 978-83-950307-4-1, Nowa Ruda 2018                            |                              |
| III    | 13 lipca 2018    | Aleksandra Błaszczyk, Jowita Kania-Stachura, Karolina Kot, Katarzyna Kowalewska, Luiza Lalliche, Miłka Malzahn, Zofia Staniszewska    | Czytanie ziemi, ISBN 978-83-953515-4-9, Nowa Ruda 2019                                 |                              |
| IV     | 15–16 lipca 2019 | Aleksandra Borowiec, Joanna Dziekan, Urszula Kuczyńska, Monika Myślińska, Marek Mżyk, Olga Niziołek, Urszula Sikora                   | Noworudzkie powidoki. Obraz – język – narracja, ISBN 978-83-957572-3-5, Nowa Ruda 2020 |                              |
| V      | 16–17 lipca 2020 | Marta Hermanowicz, Kinga Ludwik, Edyta Morska, Suzanne Novaque, Nina Paśniewska, Anna Siecla, Agata Zadunajska                        | Nic nie jest tym czym jest ISBN 978-83-66996-15-1, Nowa Ruda 2021                      | ---                          |
| VI     | 16–17 lipca 2021 | Michał Domagalski, Agnieszka Graca, Patrycja Jaskuła, Daria Juskowiak, Klaudia Pieszczoch, Sonia Pohl, Urszula Sieńkowska-Cioch       | Małe życie po wielkiej zmianie, ISBN 978-83-66934-68-9, Nowa Ruda 2023                 |                              |
| VII    | 15–16 lipca 2022 | Klaudia Budnik, Justyna Hankus, Przemysław Górecki, Maria Mencwel, Magdalena Siemieńska, Joanna Sierżant, Katarzyna Nowak-Szelejewska | Zezwierzęcenie, odczłowieczenie (człowiek i zwierzę w sieci wzajemnych relacji)        |                              |
| VIII   | 14–15 lipca 2023 | Maria Adamik-Kubala, Anna Kania, Patrycja Mierzejewska, Paulina Romanowska, Anna Słowiakowska-Polak, Justyna Staszewska, Maciej Wnuk  | Pani Odra i Pan Bug (opowieści o osobach pozaludzkich)                                 |                              |
| IX     | 12–13 lipca 2024 | Agata Berniak, Marta Kot, Żaneta Pawlik, Zofia Sawicka, Joanna Strzałko, (nieobecni: Arkadiusz Kowalik, Monika Tuniewicz)             | O-po-wieść-o-graniczeniu                                                               |                              |
| X      | 11–12 lipca 2025 | Małgorzata Bożek, Katarzyna Harmak, Paweł Kałuża, Monika Krawczak, Aniela Sobuś, Joanna Storczewska-Segieta, Katarzyna Woydyło        | Fikcja, fiksacja, mistyfikacja                                                         |                              |